# أموال المصارف

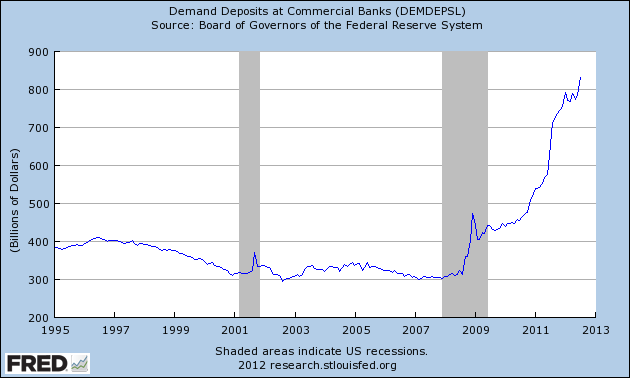
ايداعات المصارف الامريكية بين 1995-2012

وديعة الطلب أو أموال المصارف (بالإنجليزية: scriptural money) هو مصطلح يدل على الأموال المودعة في حساب المعاملات في البنوك التجارية، والتي تُشكل أكثر من 90% من العملة المُتداولة. وإصدار هذه الأموال محصورة بالمصارف التجارية التي تُصدر عملة على شكل قروض وبذلك تستفيد من الفرق بين كلفة إدارة الحساب ومعدل الفائدة على الأموال التي اقترضتها من المصرف المركزي.